# 新高登電腦廣場
新高登電腦廣場（又稱：金必多大廈）是於1978年在香港開幕的一個物業（47年前） 
2015年3月19日，香港置業至尊旺舖表示，深水埗新高登電腦廣場2樓一籃子舖位拆售，舖位面積約222至280方呎，是次放售舖位約11間，入場費約200餘萬元起。

## 外部連結
- （繁體中文）新高登電腦廣場
- 新高登電腦廣場的Facebook專頁